# Tremolita
La tremolita és un mineral de la classe dels silicats, a dins de la qual pertany al grup dels amfíbols. Va ser anomenada l'any 1789 per Johann Georg Albrecht Höpfner amb el nom del lloc del seu descobriment, la vall de Tremola, als Alps suïssos.

## Característiques
La tremolita és un amfíbol de calci i magnesi. Cristal·litza en el sistema monoclínic, formant cristalls allargats prismàtics o aplanats. També s'hi pot trobar de manera fibrosa, granular o en agregats columnars. Forma sèries de solució sòlida amb l'actinolita i la ferroactinolita.

## Formació i jaciments
La tremolita es forma per metamorfisme a partir de sediments rics en dolomita i quars. La tremolita és un indicador del grau del metamorfisme, ja que a elevades temperatures es converteix en diòpsid. Sol trobar-se associada a altres minerals com: calcita, grossulària (granat), talc i serpentina. Als territoris de parla catalana ha estat descrita a Can Llavor (Susqueda).

## Varietats
Es coneixen dues varietats de tremolita:
- La cromo-tremolita, una varietat verdosa de la tremolita amb crom.[5]
- La hexagonita, una suposadament forma hexagonal de tremolita, demostrada ser en realitat monoclínica. Una varietat manganesífera es distingeix pel seu color lila pàl·lid a violaci.[6]

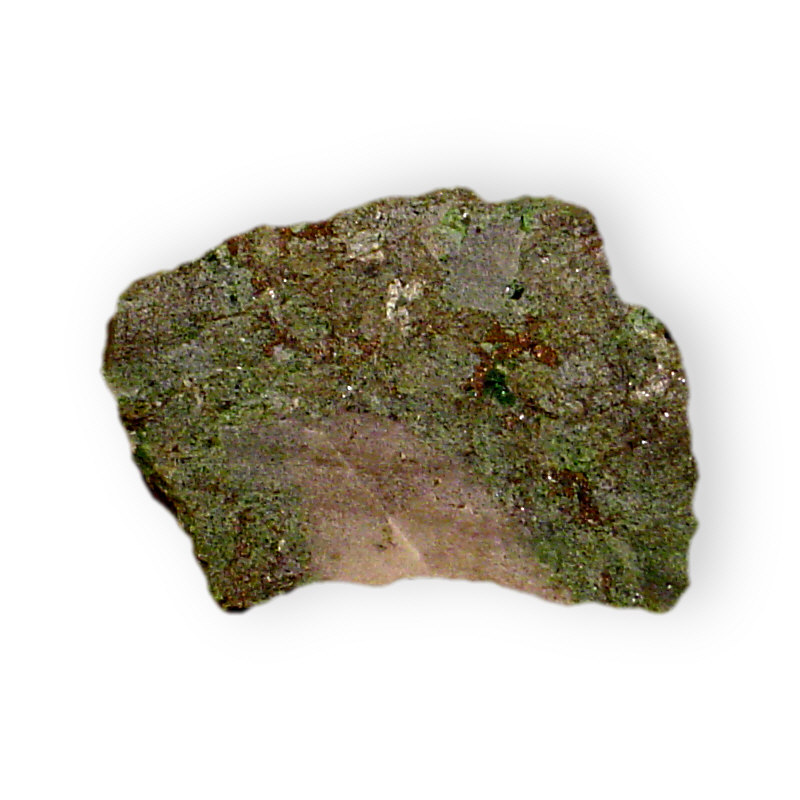
Cromo-tremolita
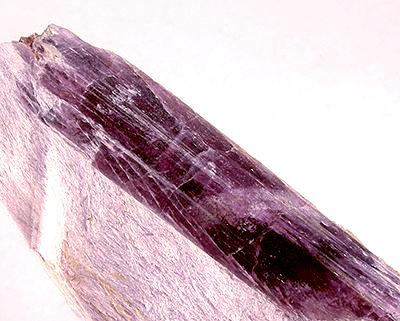
Hexagonita